# Sands Macao

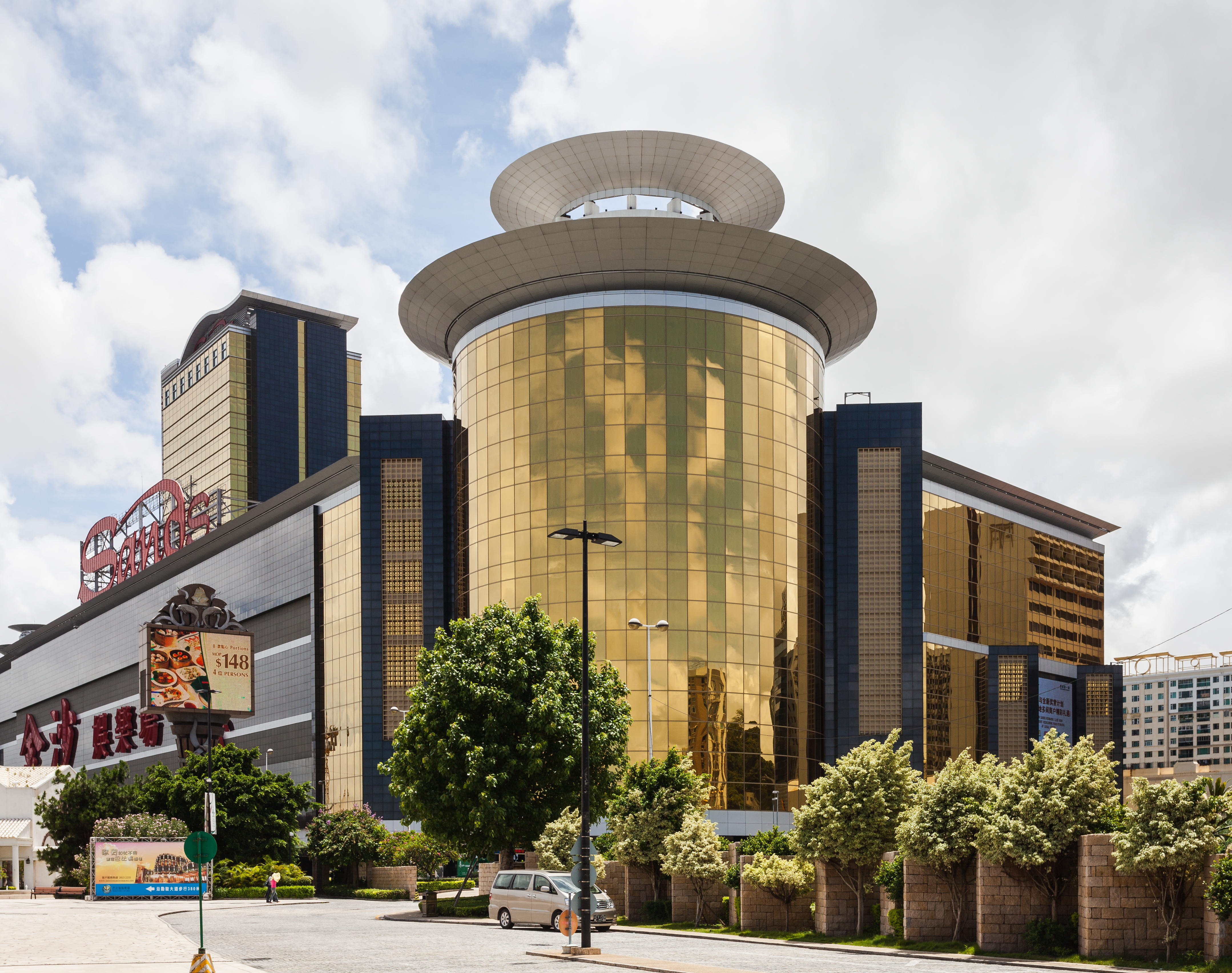
Казино Sands Macao

Sands Macao (金沙娛樂場) — 10-поверховий грально-готельний комплекс, розташований у Макао і належить американській компанії Las Vegas Sands.
Казино відкрилося 2004 року, вартість проєкту становила 240 млн доларів (2006 року воно було істотно розширено і на той момент було найбільшим казино в світі). Відкриття Sands Macao зруйнувало майже півстолітню монополію місцевого грального магната Стенлі Хо.
До комплексу входять казино площею 21 300 м кв., 48 готельних номерів, 18 ресторанів і барів, великий театр і спа-салон. Поруч з казино розташовані 23-поверховий Sands Hotel на 289 номерів, побудований в 2007 році, і поромний термінал, який з'єднує Макао з Гонконгом.